# Meedstermaar
Het Meedstermaar (of weinig gebruikt: Uithuizermeedstermaar) is een maar in de landstreek Hunsingo (vroeger Fivelingo) in de Nederlandse provincie Groningen. De maar heeft een lengte van 7,1 kilometer.

## Loop
De waterweg start in het zuidoostelijkste deel van Uithuizermeeden (Havenweg) en loopt eerst met een bocht naar het westen voorbij Oosternieland, om vervolgens af te buigen naar het oosten. Vervolgens passeert de maar de ophaalbrug (til) bij het ernaar vernoemde gehucht Paapstil (ter plekke werd de maar vroeger ook wel Oldenzijlstermaar genoemd) en meandert vervolgens verder naar het oosten ten noorden van Oldenzijl en ten zuiden van Moeshorn. Verderop wordt de maar overbrugd door de N999, waarna de maar het laatste deel van de loop vervolgt ten noorden van Zandeweer om ten noorden van Doodstil en ten zuiden van Uithuizen uit te stromen in het Boterdiep. Aan de westzijde van het Boterdiep wordt de maar voortgezet als de Helwerdermaar, die ter plaatse Oude Maar wordt genoemd. 
Tussen Paapstil en het Boterdiep loopt ten noorden van de Meedstermaar het Meedstermaarpad.

## Geschiedenis
Oorspronkelijk was de Meedstermaar net als veel andere maren een waddenpriel, die door bedijking van het gebied binnendijks kwam te liggen. Oorspronkelijk waterde de maar af naar het oosten, naar de Fivelboezem. Toen deze echter steeds verder opslibte, werd in 1458 besloten tot de inlaat van dit gebied bij het Winsumer- en Schaphalsterzijlvest, waardoor de afwatering voortaan naar het oosten moest lopen. Daartoe werden verschillende verbindingen gegraven, waaronder de verbinding met de Helwerdermaar, waardoor de maar tevens een directe waterverbinding kreeg met onder andere de Delthe (Usquerdermaar). Vermoedelijk in de 18e eeuw werd aan de huidige Battenweg een haventje aangelegd voor het dorp Oosternieland. Tussen 1763 en 1765, in 1851 en nog een ander jaartal werd de maar verbreed en verdiept. In de 19e eeuw vervulde de maar een belangrijke rol voor de scheepvaart, hetgeen onder andere tot uiting komt in het verschillende malen hergraven van de maar om deze bruikbaar te houden voor de scheepvaart. Begin 20e eeuw verdween de scheepvaart. Tegenwoordig wordt de maar enkel gebruikt voor de recreatievaart.

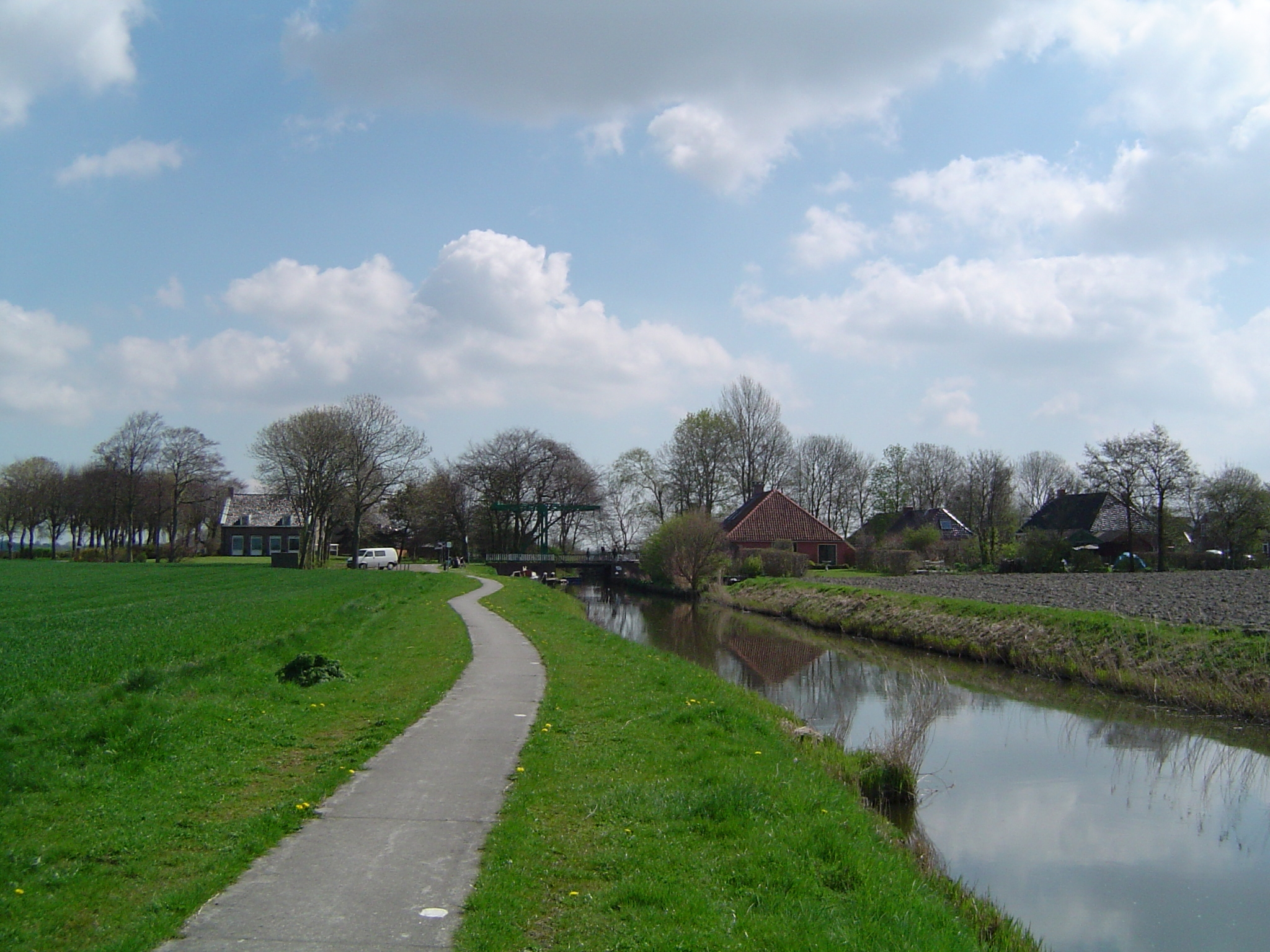
De Paapstil gezien vanaf het Meedstermaarpad
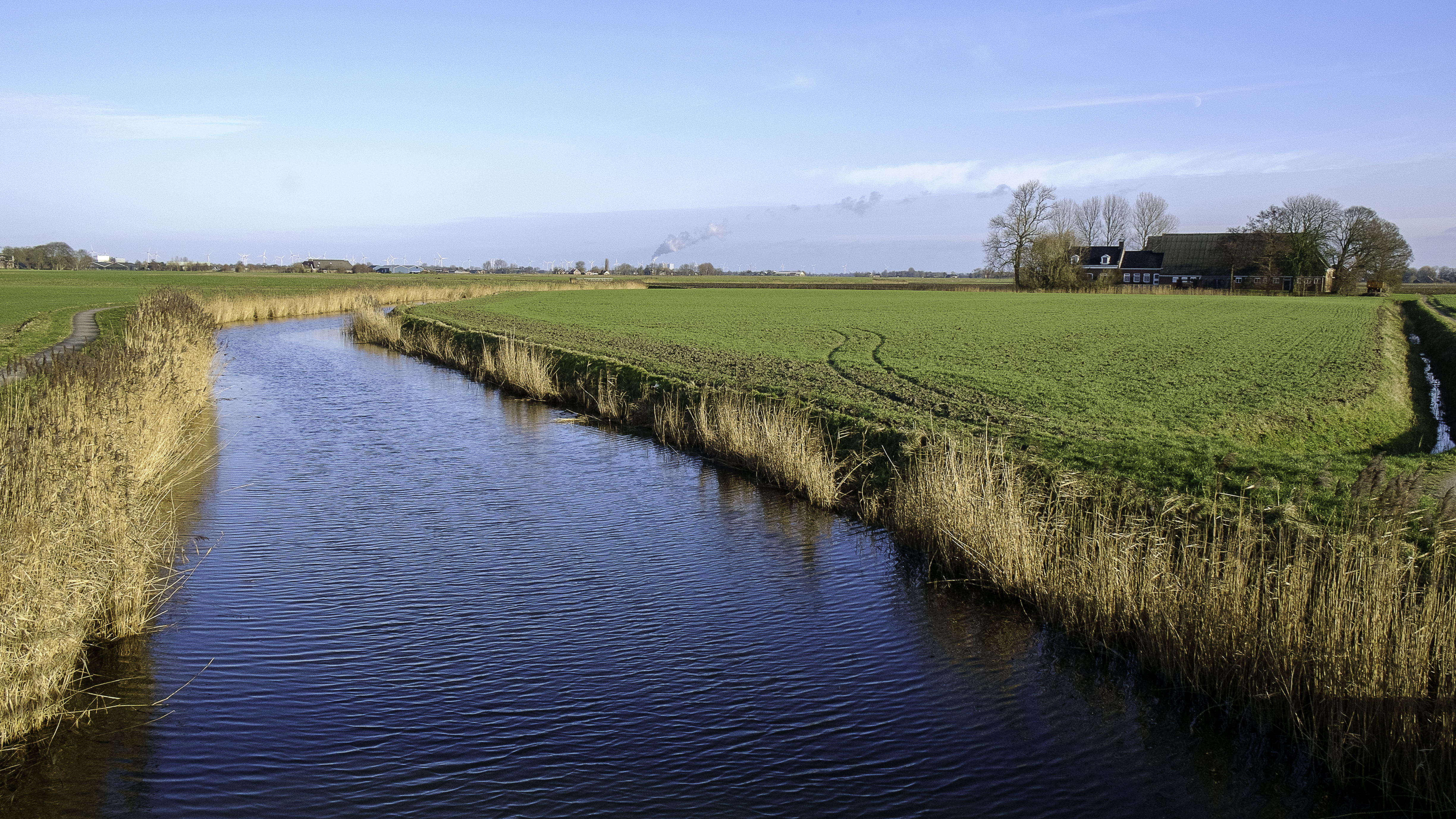
Meedstermaar vanaf het hoogholtje met rechtsachter boerderij Iturea
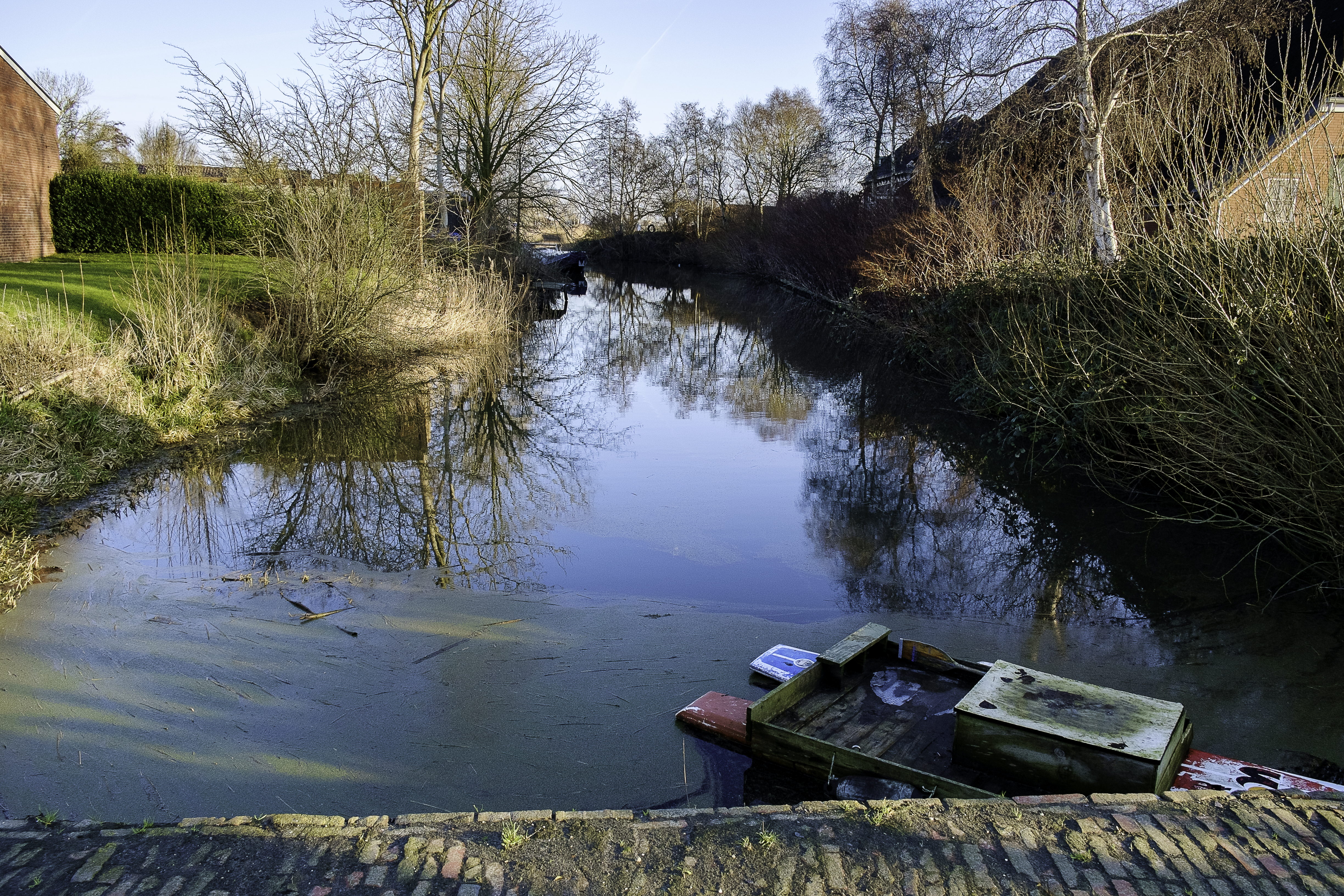
Het haventje van Uithuizermeeden dat sinds 1999 eigendom is van een particulier. Linksachter het beurtvaartschip 'De Garnwerd'
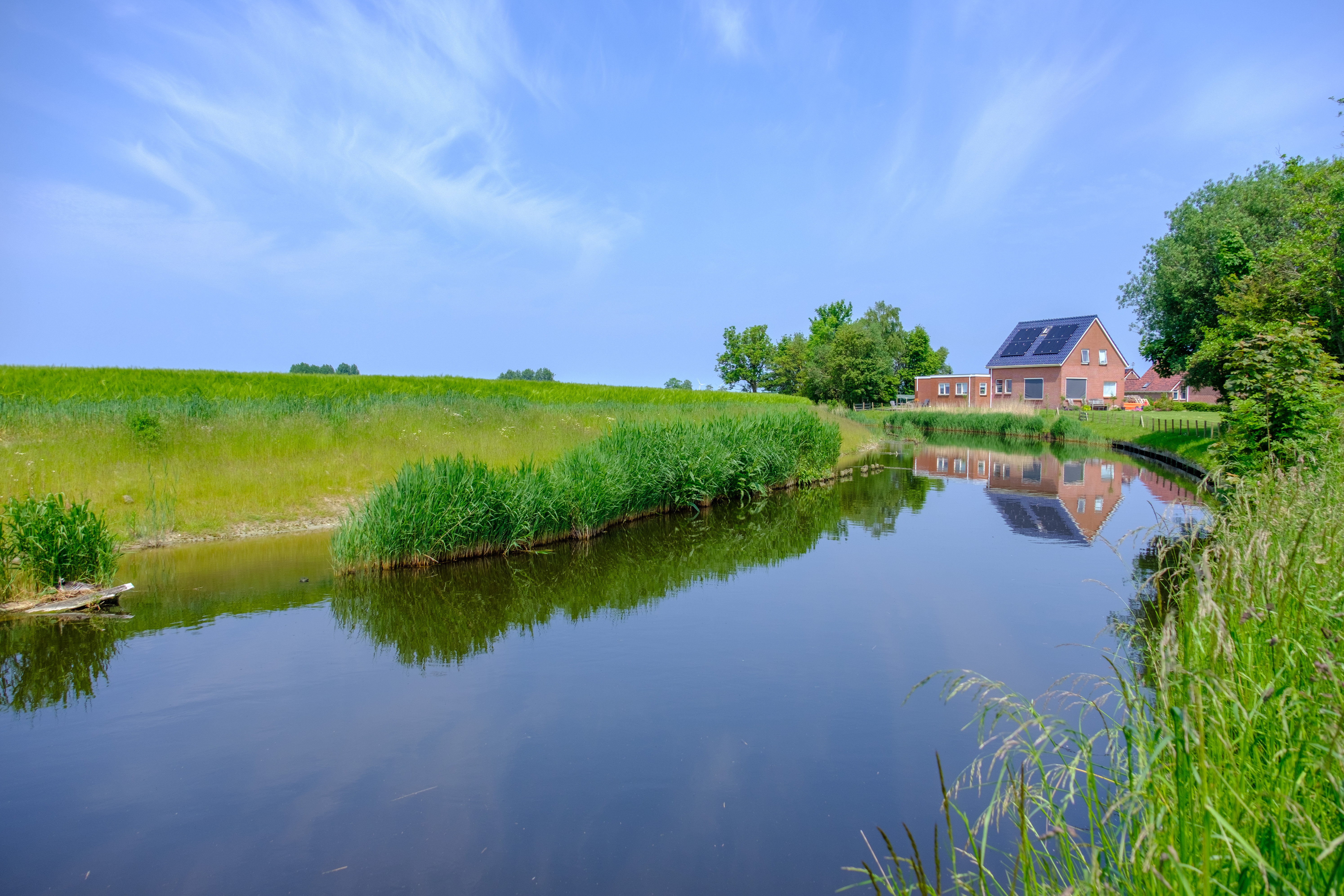
Voormalige haven van Oosternieland